# エディスコーワン大学
エディス・コーワン大学（エディス・コーワンだいがく、英語: Edith Cowan University、略称: ECU） は、オーストラリア西オーストラリア州パースにある公立大学である。イーディス・カウアン大学とも表記される。2025年にパース中心部のCBDエリアに新キャンパスを構え、西オーストラリア・パフォーミングアート・アカデミー (The Western Australian Academy of Performing Arts、略称:WAAPA)のメイン本部となる予定である。
大学の名前は、1995年に発行され、現在使用されている50ドル紙幣の裏側に描かれている女性初のオーストラリア議会議員であるイーディス・カウアンにちなんでつけられた。現在のところオーストラリアでは、唯一女性の名前がつけられている大学である。

## 学術組織
- Faculty of Business and Law
  - School of Accounting, Finance and Economics
  - School of Law and Justice
  - School of Management
  - School of Marketing, Tourism and Leisure
  - Perth Graduate School of Business

- Faculty of Computing, Health and Science
  - School of Computer and Security Science
  - School of Engineering
  - School of Exercise, Biomedical and Health Sciences
  - School of Natural Sciences
  - School of Nursing, Midwifery and Postgraduate Medicine
  - School of Psychology and Social Science

- Faculty of Education and Arts
  - Kurongkurl Katitjin
  - School of Communications and Arts
  - School of Education
  - 西オーストラリア・パフォーミングアート・アカデミー (Western Australian Academy of Performing Arts, WAAPA)

- Faculty of Regional Professional Studies

## 著名な卒業生
- オマル・アブドゥル・ラッザーク - 大使、高等弁務官
- ヒュー・ジャックマン - 俳優、映画プロデューサー
- フランセス・オコナー - 女優